# Kīsheh Darreh
Kīsheh Darreh (persiska: کیشه درّه, Kīsh Darreh) är en ort i Iran.   Den ligger i provinsen Gilan, i den nordvästra delen av landet, 260 km nordväst om huvudstaden Teheran. Kīsheh Darreh ligger 124 meter över havet och antalet invånare är 362.
Terrängen runt Kīsheh Darreh är varierad.Runt Kīsheh Darreh är det ganska tätbefolkat, med 134 invånare per kvadratkilometer. Närmaste större samhälle är Fūman, 14,4 km öster om Kīsheh Darreh. Trakten runt Kīsheh Darreh består till största delen av jordbruksmark.